# Serdio
Serdio es una localidad española del municipio de Val de San Vicente, perteneciente a la comunidad autónoma de Cantabria.

## Geografía
La localidad se encuentra a 115 m s. n. m. y a 3 kilómetros de la capital municipal, Pesués.
A esta población se accede a través de la carretera local CA-844. La línea de transporte público Prellezo - Unquera dispone de una parada en la localidad.

## Historia
Hacia mediados del siglo XIX, el lugar, ya por entonces perteneciente al municipio de Val de San Vicente, tenía contabilizada una población de 150 habitantes. Aparece descrito en el decimocuarto volumen del Diccionario geográfico-estadístico-histórico de España y sus posesiones de Ultramar de Pascual Madoz con las siguientes palabras:

SERDIO: l. en la prov. y dióc. de Santander (11 leg.), part. jud. de San Vicente la Barquera (1), aud. terr. y c. g. de Búrgos, ayunt. de Valde San Vicente. sit. sobre un peñasco algo elevado; su clima es templado; sus enfermedades mas comunes fiebres catarrales. Tiene 40 casas, escuela de primeras letras frecuentada por 40 niños que satisfacen una módica retribucion al maestro; igl. parr. (San Julian) matriz de Estrada; y una fuente de muy buenas aguas. Confina con Prelloso, San Vicente la Barquera, el anejo, Abadilla y Moñorrodero. El terreno es de mediana calidad. Los montes estan poblados de roble, encina y matas bajas. Los caminos son locales. prod.: maiz, alubias, lino, cáñamo, y pastos; cria ganados. pobl.: 36 vec., 150 alm. contr. con el ayunt.
(Madoz, 1849, p. 195)

En 2023, la entidad singular de población de Serdio tenía empadronados 165 habitantes, todos ellos en el núcleo de población de ese nombre.

## Patrimonio
Hay en la localidad una iglesia de San Julián.

## Personas notables
En este pueblo nació el maqui Francisco Bedoya.